# Taschinasbach
Der Taschinasbach ist ein etwa 14 Kilometer langer Bach im Prättigau im Schweizer Kanton Graubünden, der bei Grüsch von rechts in die Landquart mündet.

## Geographie

### Verlauf
Der Oberst See auf 2030 m ü. M. ist die Quelle des Walenbachs, des Oberlaufs des Taschinasbachs. Der See ist umgeben von den Bergen Falknis, Vorder Grauspitz und Glegghorn, die Höhen bis 2599 m ü. M. erreichen. Der Bach durchfliesst zunächst weitere Seen. Zuerst auf Höhe 1903 m ü. M. den Mittler See und danach auf Höhe 1888 m ü. M. den Vorderst See. Nach etwa 4,5 km vereint er sich auf Höhe 1350 m ü. M. mit dem von rechts kommenden Alpnovabach. Der Bach durchquert als Canibach das Canitobel, bis er nach 7,5 km auf Höhe 1022 m ü. M. mit dem von links kommenden, ähnlich grossen Valser Bach zusammenfliesst. Er fliesst nun als Taschinasbach weiter. Auf Höhe 955 m ü. M. fliesst von rechts der Canällabach zu und ein paar Kilometer später von links der Munttobelbach. Nach 11,5 km fliesst von rechts auf Höhe 700 m ü. M. der Sagenbach zu. Im Talboden des Prättigaus angekommen, markiert er die Grenze zwischen Grüsch und Seewis-Schmitten, bevor er schliesslich auf Höhe 585 m ü. M. von rechts in die Landquart mündet.

### Einzugsgebiet
Das Einzugsgebiet des Taschinasbachs hat eine Grösse von etwa 66 km². Der höchste Punkt im Einzugsgebiet befindet sich an der Schesaplana auf 2930 m ü. M.